# Paniliakos AO
Paniliakos Athlitikos Omilos – grecki klub piłkarski z siedzibą w Pyrgos. 

## Historia
Paniliakos Athlitikos Omilos został założony w 1958 w Pyrgos. Przez wiele lat klub występoewał w niższych klasach rozgrywkowych. W 1990 Paniliakos awansował do Gamma Rthniki. W 1994 awansował do Beta Ethniki. Już rok później świętował pierwszy w historii awans do Alpha Ethniki. W pierwszej lidze Paniliakos występował przez kolejne sześć sezonów. W 2003 klub powrócił na rok do greckiej ekstraklasy. Potem nastąpił upadek klubu, czego kulminacją był spadek do Delta Ethniki w 2009. Obecnie Paniliakos występuje w Futbol Liuk 2 (trzecia liga).

## Sukcesy
- 7 sezonów Alpha Ethniki: 1995-2001, 2003-2004.
- Mistrzostwo Beta Ethniki (1): 1995.
- Mistrzostwo Gamma Ethniki (1): 1994.

## Reprezentanci kraju grający w klubie
- Lukas Windra
- Stelios Janakopulos
- Wasilis Lakis
- Marinos Uzunidis
- Leszek Pisz
- Predrag Đorđević
- Guy-Roger Nzeng
- Mohamed Lamine Sylla

## Sezony wSuper League Ellada
| Sezon     | Uzyskane Miejsce |
| --------- | ---------------- |
| 1995-96   | 12               |
| 1996-97   | 7                |
| 1997-98   | 12               |
| 1998-99   | 13               |
| 1999-2000 | 13               |
| 2000-01   | 14 (spadek)      |
| 2003-04   | 15 (spadek)      |